# Siegfried Purner
Siegfried Purner (Innsbruck, 1915. február 16. – Fehéroroszország, Vicebszk, 1944. február 3.) olimpiai ezüstérmes osztrák kézilabdázó.
Részt vett az 1936. évi nyári olimpiai játékokon, amit Berlinben rendeztek. A kézilabdatornán játszott, és az osztrák válogatott tagjaként ezüstérmes lett.